# Pietro Giordani
Pietro Giordani, född den 1 januari 1774, död den 2 september 1848, var en italiensk författare.
Giordani var 1808-15 sekreterare vid akademien i Bologna och utmärkte sig som författare av estetiska, historiska och politiska skrifter, vilkas form anses klassisk. Hans Opere complete utgavs 1854-62, Lettere 1891, Orazioni ed elogi 1890.